# Les Survivants du Groenland
Les Survivants du Groenland est un récit historique de Paul-Émile Victor publié en 1977.

## Récits de famine
Dans ce livre, Paul-Émile Victor publie des récits qu'il a recueilli auprès d'Inuits au cours de deux hivernages, lors de son premier séjour au Groenland en 1934-1937. Ces récits sont consacrés à la grande famine qui a frappé le Groenland en 1882-1883,,, parce que les phoques et les oiseaux avaient disparu. Les récits portent en particulier sur les Inuits d'Angmagssalik. Les habitants mangèrent tout ce qu'ils purent, de toiles, des peaux, voire des cadavres et finalement des familles entières se suicidèrent.
Selon l'historien Pierre Bonnassie, c'est « un des livres les plus hallucinants qui se puissent lire ».
Ce livre est une réédition d'un premier ouvrage publié en 1953 sous le titre La Grande faim.

## Éditions
- Paul-Émile Victor, Les Survivants du Groenland, Paris, Robert Laffont, 1977, 1re éd., 228 p.
- Paul-Émile Victor, Les Survivants du Groenland, Paris, Le Livre de poche, 1978, 2e éd., 222 p. (ISBN 9782253019800).